# Pseudoligosita longiclavata
Pseudoligosita longiclavata är en stekelart som först beskrevs av Gennaro Viggiani 1971.  Pseudoligosita longiclavata ingår i släktet Pseudoligosita och familjen hårstrimsteklar. Inga underarter finns listade i Catalogue of Life.